# Val-de-Livre
Val-de-Livre es una comuna nueva francesa situada en el departamento de Marne, de la región de Gran Este.

## Historia
Fue creada el 1 de enero de 2016, en aplicación de una resolución del prefecto de Marne de 18 de noviembre de 2015 con la unión de las comunas de Louvois y Tauxières-Mutry, pasando a estar el ayuntamiento en la antigua comuna de Tauxières-Mutry.

## Demografía
| Gráfica de evolución demográfica de Val-de-Livre entre 1800 y 2013 |
|                                                                    |

Los datos entre 1800 y 2013 son el resultado de sumar los parciales de las dos comunas que forman la nueva comuna de Val-de-Livre, cuyos datos se han cogido de 1800 a 1999, para las comunas de Louvois y Tauxières-Mutry de la página francesa EHESS/Cassini. Los demás datos se han cogido de la página del INSEE.

## Composición
| Comuna delegada | Código INSEE | Población (2013) | Superficie (km²) | Densidad (hab./km²) |
| --------------- | ------------ | ---------------- | ---------------- | ------------------- |
| Louvois         | 51331        | 301              | 12.17            | 25                  |
| Tauxières-Mutry | 51564        | 288              | 10.17            | 28                  |